# Donna Dubinsky
Donna Dubinsky (* 4. Juli 1955) ist eine US-amerikanische Unternehmerin.
Donna Dubinsky spielte eine führende Rolle bei der Entwicklung der PDAs. Zusammen mit ihrem langjährigen Geschäftspartner Jeff Hawkins wurde sie mehrfach für ihre Leistungen ausgezeichnet.
Sie arbeitete ca. 10 Jahre bei Apple und gründete in den frühen 1990ern zusammen mit Hawkins Palm, wo sie Vorstandsvorsitzende wurde. Mit Palm hatten sie das Ziel, die Marktführerschaft bei Handheld-Computern zu übernehmen. Aus finanziellen Gründen mussten sie aber Palm an US Robotics verkaufen. US Robotics wurde wiederum von 3Com gekauft, so dass sie in Summe ca. 3 Jahre bei beiden Unternehmen verbrachte. 1990/2000 gründete sie mit Hawkins Handspring, wo sie CEO und Hawkins Chief Product Officer (CPO) wurde. 2000 stieß noch Ed Colligan in der Geschäftsführung dazu. Zu dieser Zeit äußerte sie in einem Interview die bemerkenswerten Sätze: "Ich glaube, ... dass der wirklich persönliche Computer einer ist, den man tatsächlich bei sich tragen kann. In den nächsten Jahren werden wir ganz viele neue Zugriffsmöglichkeiten auf das Internet herstellen können und sicher auch die Qualität des mobilen Gebrauchs erleben. Wir glauben, dass ein schönes großes Display der Schlüssel zum Erfolg ist - deswegen glaube ich nicht an die Armbanduhrlösung [als Computer]. Sie kann höchstens ein Ergänzungsgerät sein."
Mit Jeff Hawkins und Dileep George gründete Dubinsky das Unternehmen Numenta.
Seit 2000 ist sie mit Len Shustek verheiratet.
| Personendaten    | Personendaten                                                                              |
| ---------------- | ------------------------------------------------------------------------------------------ |
| NAME             | Dubinsky, Donna                                                                            |
| KURZBESCHREIBUNG | US-amerikanische Unternehmerin, Vorstandsvorsitzende von Palm, Mitgründerin von Handspring |
| GEBURTSDATUM     | 4. Juli 1955                                                                               |